# Naturschutzgebiet Hillebachtal

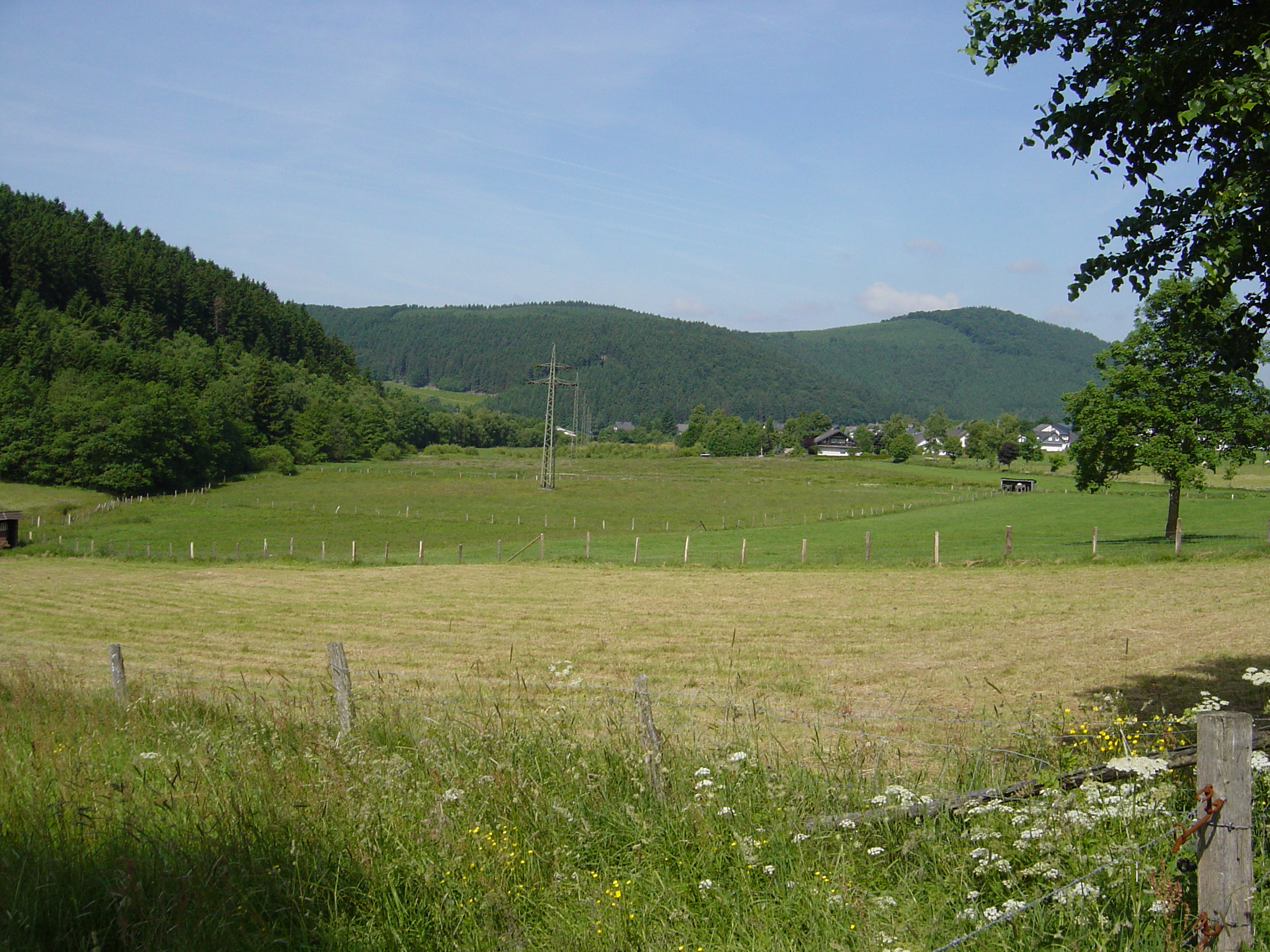
Westteil vom Naturschutzgebiet Hillebachtal mit Hildfeld im Hintergrund

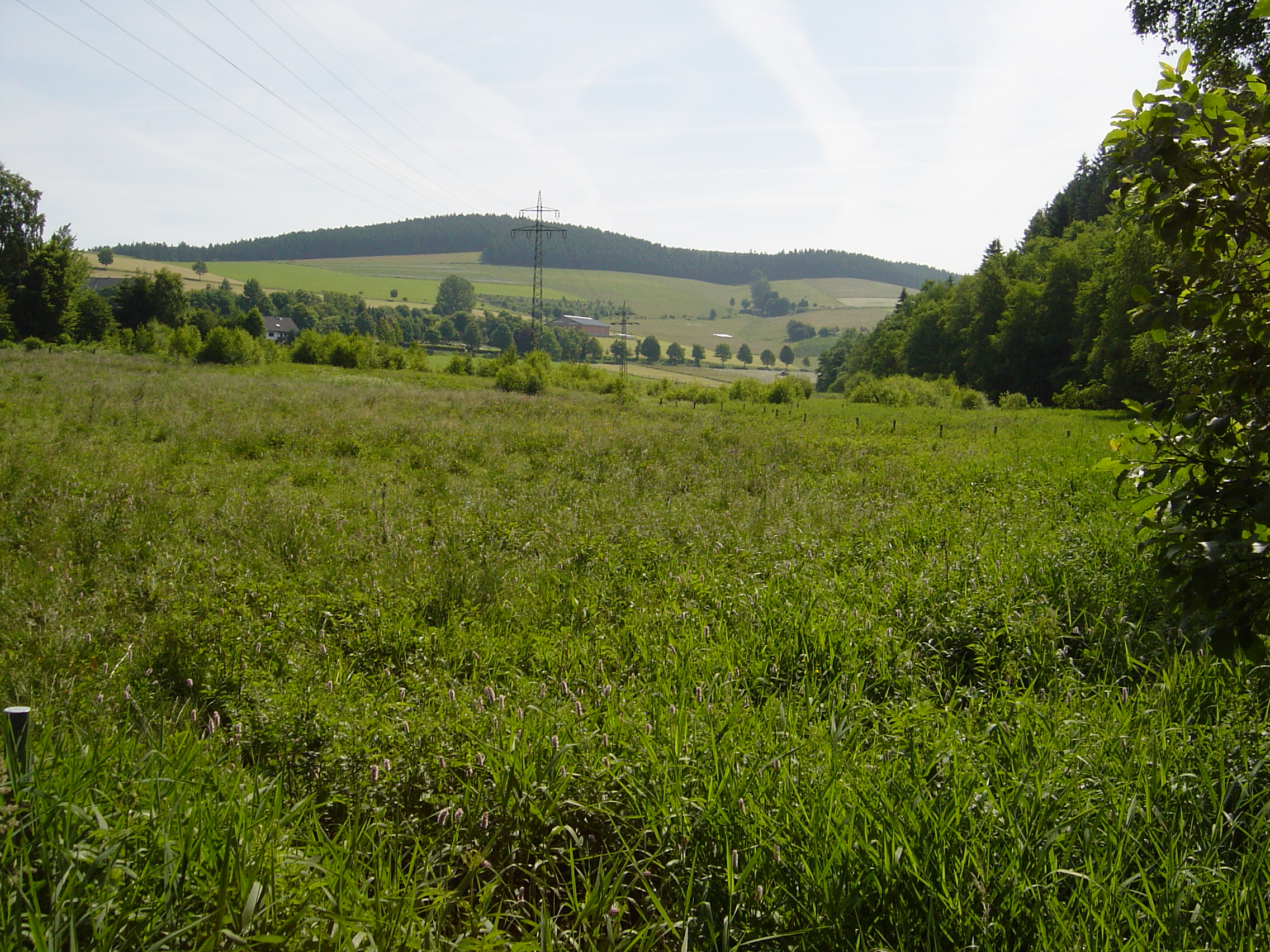
Mittlerer Teil vom NSG Naturschutzgebiet Hillenbachtal

Das Naturschutzgebiet Hillebachtal ist ein 50,49 ha großes Naturschutzgebiet (NSG) östlich von Hildfeld im Stadtgebiet von Winterberg. Das Gebiet wurde 2008 mit dem Landschaftsplan Winterberg durch den Hochsauerlandkreis als (NSG) ausgewiesen. Das NSG ist fast gänzlich Teil des FFH-Gebietes Wiesen im Springebach- und Hillebachtal bei Niedersfeld (DE 4717-304). Im Osten des NSG grenzt das Stadtgebiet von Medebach und das Naturschutzgebiet Neue Born – Oberes Hilletal direkt an.

## Gebietsbeschreibung
Das NSG Hillebachtal beginnt kurz nach der Quelle der Hillebach. Bis auf ein paar kleine Rotfichtenflächen ist der Rest des NSG Grünland. Im Grünland gibt es Feucht- und Nassgrünland, Quellsümpfe, Magerweiden und Mähwiesen. Das Grünland wird meist mit Rindern beweidet.

## Schutzzweck und Schutzmaßnahmen
Es wurde zum Schutz des Grünlandes ausgewiesen. Wie bei allen Naturschutzgebieten in Deutschland wurde in der Schutzausweisung darauf hingewiesen, dass das Gebiet „wegen der Seltenheit, besonderen Eigenart und Schönheit des Gebietes“ zum Naturschutzgebiet erklärt wurde. Als Hauptschutzgrund wird die Erhaltung und Wiederherstellung der Biotoptypen und der Schutz von Flora und Fauna im Gebiet benannt. Zur Sicherung der Kohärenz und Umsetzung des europäischen Schutzgebietssystems Natura 2000.

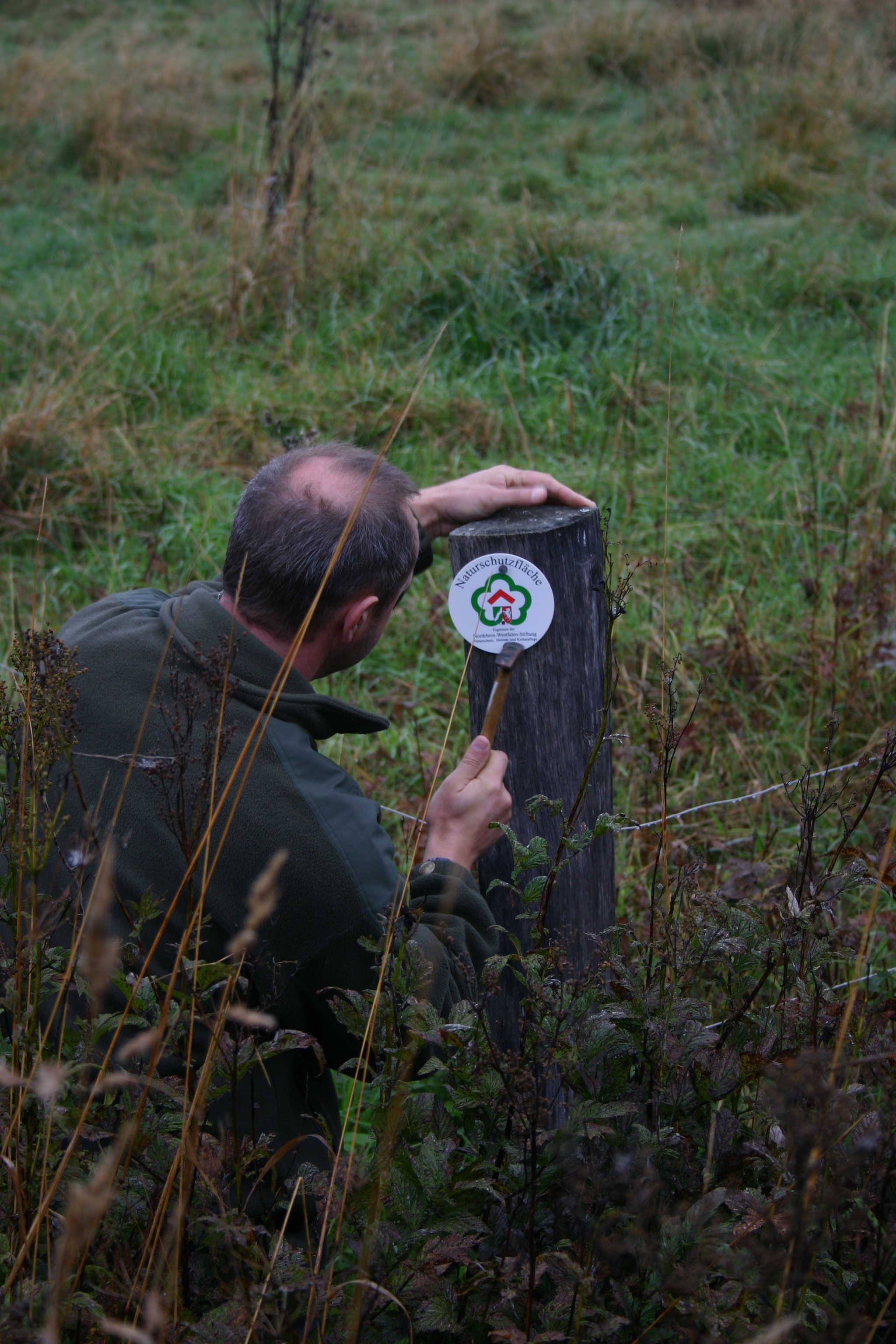
Anbringen eines Logos der NRW-Stiftung an Stiftungsfläche im NSG

Im FFH-Gebiet Wiesen im Springebach- und Hillebachtal bei Niedersfeld kaufte die Nordrhein-Westfalen-Stiftung Naturschutz, Heimat- und Kulturpflege ab 1990 29,77 ha Land an, welche vom Verein für Natur- und Vogelschutz im Hochsauerlandkreis betreut werden.